# Hydrotaea arnaudi
Hydrotaea arnaudi är en tvåvingeart som beskrevs av Zielke 1974. Hydrotaea arnaudi ingår i släktet Hydrotaea och familjen husflugor.
Artens utbredningsområde är Kenya. Inga underarter finns listade i Catalogue of Life.